# 三峰山国家公园
三峰山国家公园（Morne Trois Pitons National Park）是一個多米尼克在1997年被列入該國首個世界遗产的國家公園。該區為多米尼克政府於1975年成立的首個國家公園。該國家公園得名於其最高山三峰山。